# Elecciones a la Cámara de Representantes de los Estados Unidos de 2010 en Arkansas
Las Elecciones a la Cámara de Representantes de los EE. UU. de 2010 en Arkansas fueron unas elecciones que se hicieron el 2 de noviembre de 2010 para escoger a los 4 Representantes por el estado de Arkansas en el 112.º Congreso de los Estados Unidos, cuyo término es de 2 años. De los 4 distritos congresionales en juego, 1 lo ganaron los Demócratas y 3 los Republicanos.